# Dicranodromia mahieuxii
Dicranodromia mahieuxii is een krabbensoort uit de familie van de Homolodromiidae. De wetenschappelijke naam van de soort werd in 1883 voor het eerst geldig gepubliceerd door Alphonse Milne-Edwards.